# Горгондзола (муніципалітет)
Горгондзола (італ. Gorgonzola) — муніципалітет в Італії, у регіоні Ломбардія, метрополійне місто Мілан.
Покровитель — свята Катерина Олександрійська італ. Santa Caterina d'Alessandria. 
Від назви комуни походить назва одного з найвідоміших італійських блакитних сирів, що відрізняється характерним гоструватим смаком —  горгондзола (горгонзола, горгонцола).

## Розташування
Розташована на відстані близько 480 км на північний захід від Рима, 18 км на північний схід від Мілана.

## Демографія
Населення — 19 540 осіб (2012).
Населення за роками:

Станом на 1 січня 2023 року в муніципалітеті офіційно проживало 2405 іноземців з 92 країн, серед них 673 громадяни країн Євросоюзу та 158 громадян України.

## Сусідні муніципалітети
- Беллінцаго-Ломбардо
- Буссеро
- Кассіна-де'-Пеккі
- Джессате
- Мельцо
- Пессано-кон-Борнаго
- Поццуоло-Мартезана